# Понсіано Лейва
Понсіано Лейва (1821–1896) — президент Гондурасу 1874–1876 та 1891–1893 років.

## Життєпис
Лейва був солдатом та спочатку прийшов до влади за підтримки військовиків. Дослужився до звання генерала.
Вперше Лейва став на посаду президента країни шляхом державного перевороту проти свого попередника. 1876 року він залишив пост через тиск з боку Хосе Барріоса, президента Гватемали.
Пізніше займав посаду військового міністра в адміністрації Луїса Бограна, а ще пізніше був обраний на пост президента демократичним шляхом. 1893 року Лейва подав у відставку через загрозу революції.